# Lin Weining
Lin Weining (15 de março de 1979, em Changyi, província de Shandong) é uma ex-halterofilista chinesa.
Lin Weining ganhou ouro em halterofilismo nos Jogos Olímpicos de Sydney 2000, na categoria até 69 kg, com 242,5 kg no total combinado (110 no arranque e 132,5 no arremesso), a frente da húngara Erzsebet Markus, com 242,5 kg também (112,5+130), mas que era mais pesada.
Quadro de resultados
| Ano  | Posição | Competição                            | Classe de peso | Marca                |
| 1999 | 1.      | Campeonato Mundial Júnior em Savannah | –69 kg         | 242,5 kg (105+137,5) |
| 1999 | 1.      | Campeonato Asiático em Wuhan          | –69 kg         | 252,5 kg (110+142,5) |
| 2000 | 1.      | Jogos Olímpicos                       | –69 kg         | 242,5 kg (110+132,5) |

Lin Weining definiu cinco recordes mundiais no arremesso e no total, na categoria até 69 kg. Os recordes foram:
| Data     | Disciplina | Marca    | Classe de peso | Lugar    |
| -------- | ---------- | -------- | -------------- | -------- |
| 6.7.1999 | Arremesso  | 137,5 kg | –69 kg         | Savannah |
| 3.9.1999 | Arremesso  | 138,5 kg | –69 kg         | Wuhan    |
| 3.9.1999 | Total      | 247,5 kg | –69 kg         | Wuhan    |
| 3.9.1999 | Arremesso  | 142,5 kg | –69 kg         | Wuhan    |
| 3.9.1999 | Total      | 252,5 kg | –69 kg         | Wuhan    |